# Principe imperiale del Brasile

Stemma originale del principe imperiale del Brasile.

Attuale stemma del principe imperiale del Brasile, con un innesto in riferimento al ramo Orléans.

Principe imperiale del Brasile è il titolo creato dopo la proclamazione di indipendenza dell'Impero del Brasile, nel 1822, per designare un erede apparente, o un erede presunto, al trono imperiale brasiliano. Anche dopo la proclamazione della repubblica nel 1889, il titolo fu mantenuto in uso dalla famiglia imperiale brasiliana.

## Panoramica
In base all'articolo 105 della Costituzione del 1824, il titolo doveva essere utilizzato per designare il primo della linea al trono imperiale. La Costituzione specificava anche che il maggiore dei figli maschi del principe imperiale doveva essere designato come principe di Gran-Parà, indicando il secondo nella linea di successione.
L'ultimo imperatore del Brasile, Pietro II, morì nel 1891, due anni dopo l'abolizione della monarchia brasiliana. Sua figlia, Isabella, fu l'ultima detentrice del titolo durante l'esistenza dell'Impero. Sin da allora, il titolo è stato utilizzato dall'erede del capo della casata imperiale brasiliana.
A tutti i principi brasiliani (il principe imperiale, il principe di Gran-Parà e altri principi) era concesso un seggio al Senato al compimento dei 25 anni d'età. Tuttavia, per varie ragioni, compresa la morte prematura e il matrimonio con dinasti stranieri, soltanto Isabella sedette realmente in Senato, diventando la prima donna brasiliana senatrice.
Infine, secondo la Costituzione e alcune regole successive create dalla casata imperiale brasiliana, i principi nella linea di successione devono sposarsi con i membri di altre casate dinastiche, al fine di rispettare l'égalite de naissance, per mantenere i loro titoli imperiali. Una principessa che sposa il capo di un'altra casata dinastica non trasmette i suoi titoli brasiliani alla loro prole, ed i principi non potrebbero assumere un trono straniero e mantenere i loro titoli brasiliani. Queste limitazioni si adeguano alle tradizioni reali portoghesi e francesi, nonché alla legge salica.

## Principi imperiali del Brasile
1. Maria II del Portogallo (1819–1853), che fu erede presunta dal 1822 al 1825, dopodiché fu creata principessa di Gran-Pará dovuta alla nascita di suo fratello Pietro. Maria salì al trono portoghese nel 1826, come Maria II del Portogallo.
2. Pietro II del Brasile (1825–1891), che fu erede imperiale dal 1825 fino alla sua salita al trono brasiliano nel 1831.
3. Maria II del Portogallo (1819–1853), che fu l'erede presunta dal 1831 al 1835 fino alla sua esclusione dalla linea di successione brasiliana dalla legge nº 91 del 30 ottobre 1835.
4. Gennara del Brasile (1822–1901), principessa imperiale dal 1831 al 1845, fino alla nascita di suo nipote Alfonso. Sposò nel 1844 il Principe Luigi di Borbone-Due Sicilie, conte d'Aquila.
5. Alfonso del Brasile (1845–1847), maggiore dei figli dell'imperatore Pietro II.
6. Principe Pietro del Brasile (1848–1850), secondo figlio maschio di Pietro II.
7. Isabella del Brasile (1846–1921), principessa imperiale dalla morte del fratello maggiore Alfonso nel 1847 fino alla nascita del fratello minore Pietro nel 1848, e dalla morte di Pietro nel 1850 in poi. Sposò ne 1864 il Principe Gastone d'Orléans, comte d'Eu.

### Pretendenti
Isabella, l'ultima principessa imperiale, non salì mai al trono perché fu spodestata dalla rivoluzione nel 1889. Dopo la morte di suo padre nel 1891, l'ultimo imperatore brasiliano de facto, ella diventò il capo della casata imperiale del Brasile e diede il titolo di Principe Imperiale al maggiore dei suoi figli maschi, il principe Pietro d'Alcântara d'Orléans-Braganza. Il titolo non fu mai riconosciuto dal governo brasiliano, che aveva adottato una costituzione repubblicana.
1. Principe Pietro d'Alcântara d'Orléans-Braganza (1875–1940), che fu designato Principe di Gran-Pará dal 1875 al 1891, adottò il titolo di Principe Imperiale alla morte di suo nonno Pietro II. Su insistenza di sua madre, Pietro d'Alcântara rinunciò ai suoi titoli brasiliani nel 1908 per sposare una donna senza sangue reale, la Contessa Elisabeth Dobržensky de Dobrženicz. Il titolo di principe imperiale ed il posto nella linea di successione furono trasferiti al fratello, il principe Luis.
2. Principe Luigi d'Orléans-Braganza (1878–1920), fu designato principe imperiale dal 1908, dopo la rinuncia di suo fratello. Il principe Luigi e suo fratello Antonio Gastone morirono entrambi prima della loro madre. Poiché Pietro aveva rinunciato ai suoi diritti di successione per se stesso ed i suoi discendenti, il titolo di principe imperiale fu concesso al maggiore dei figli maschi di Luigi, Pietro Enrico.
3. Principe Pietro Enrico d'Orléans-Braganza (1909–1981), pretendente al titolo di principe di Gran-Pará dal 1909 al 1920, visto che suo zio, l'ex principe Grão-Pará e principe imperiale, rinunciò ai suoi titoli brasiliani nel 1908. Pretendente al titolo di principe imperiale dalla morte di suo padre nel 1920 fino alla morte di sua nonna nel 1921.

Pietro d'Alcântara morì nel 1940, l'ultimo membro della casata imperiale brasiliana che aveva vissuto all'epoca dell'Impero. Suo figlio, Pietro Gastone d'Orléans-Braganza, contestò il diritto di successione di Pietro Enrico nel 1946, sulla base del fatto che la rinuncia di suo padre non aveva valore legale. Come conseguenza, la famiglia imperiale brasiliana fu divisa in due rami: quello che vive a Petrópolis, guidato da Pietro Gastone e discendente da Pietro d'Alcântara, e quello di Vassouras, guidato da Pietro Enrico e discendente di Luigi.
Pretendenti discendenti dal Principe Luigi
1. Principe Luigi Gastão of Orléans-Braganza (1911–1931), fratello minore di Pietro Enrico, pretendente al titolo di principe imperiale dalla morte di sua nonna nel 1921 fino alla propria morte nel 1931.
2. Principessa Pia Maria d'Orléans-Braganza (1913–2000), sorella minore di Pietro Enrico, pretendente al titolo di principessa imperiale dalla morte di suo fratello Luigi Gastone nel 1931 fino alla nascita di suo nipote Luigi nel 1938.
3. Principe Luigi d'Orléans-Braganza (nato nel 1938), pretendente al titolo di principe imperiale dal 1938 al 1981, prima di succedere a suo padre, il principe Pietro Enrico, come capo del ramo di Vassouras della casata imperiale brasiliana.
4. Principe Bertrando d'Orléans-Braganza (nato nel 1941), fratello minore del principe Luigi e attuale pretendente del titolo dal 1981.

Pretendenti discendenti dal principe Pietro d'Alcântara
1. Principe Pietro Carlo d'Orléans-Braganza (nato nel 1945), figlio del principe Pietro Gastone, pretendente al titolo prima di succedere a suo padre come capo del ramo di Petrópolis della casata imperiale nel 2007.
2. Principe Pietro Giacomo d'Orléans-Braganza (nato nel 1979), figlio del principe Pietro Carlo e pretendente al titolo di principe di Gran-Pará fino al 2007, e attualmente a quello di principe imperiale.

## Collegamenti
- Principe del Brasile, il titolo concesso all'erede al trono del Portogallo
- Principe del Brasile (Brasile), il titolo concesso ai membri non-eredi (con qualche eccezione) della famiglia imperiale brasiliana
- Linea di successione al trono del Brasile